# Худия
Худия (лат. Hoodia) — род суккулентных растений семейства Кутровые (Apocynaceae), произрастающий на территории стран Южной Африки. Входит в трибу Стапеливые (Stapelieae). Этот род находится под защитой на местном уровне согласно Постановлению об охране природы 1975 года, а также включен в Приложение II Конвенции о международной торговле видами, находящимися под угрозой исчезновения (CITES).

## Название

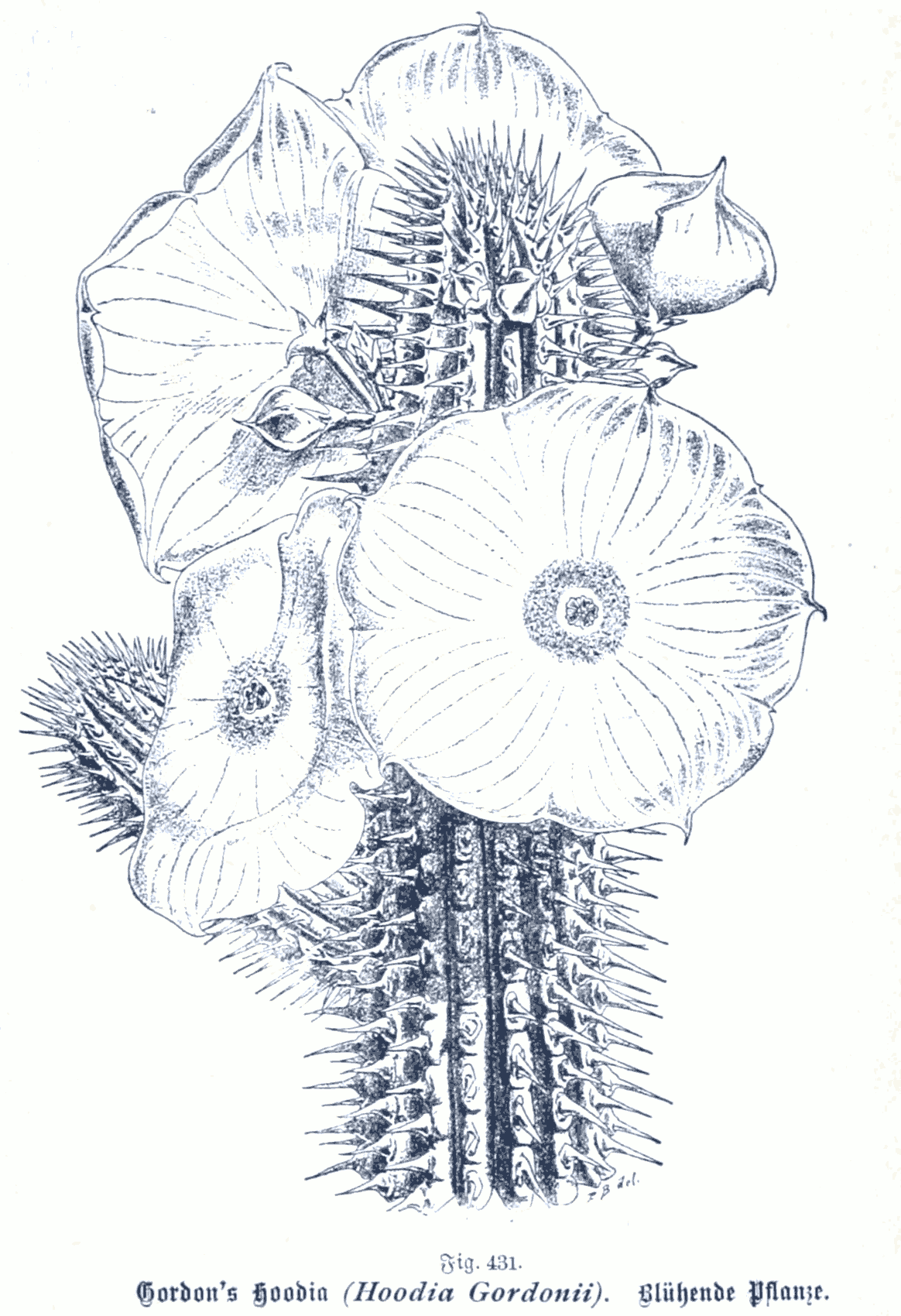
Ботаническая иллюстрация вида Hoodia gordonii

Род Hoodia, вероятно, получил свое латинское название в честь доктора Уильяма Чемберлена Худа (англ. William Chamberlain Hood, 1790–1879), британского хирурга, который проживал в Южном Ламбете, Лондон, и занимался сбором суккулентных растений.
Русскоязычное название является транслитерацией латинского.

## Описание
Род Худия представляет собой безлистные суккуленты с острыми шипами на стеблях.
Цветы этих растений имеют характерный запах гнилого мяса, что делает их примерами цветков-падальщиков. Этот запах привлекает насекомых, особенно мух, которые играют важную роль в опылении. Размеры цветков варьируют от очень маленьких (около 1 см в диаметре) до крупных (около 15 см в диаметре). Они могут иметь форму блюдца или колокольчика и различные цвета, включая красный, розовый, коричневый и желтый. Семена Худии находятся в рогатых стручках, которые трескаются при созревании. Сами семена имеют каплевидную форму и прикреплены к пучку шелковисто-белых волосков, которые служат как парашюты, помогающие распространять коричневые семена ветром.

## Распространение

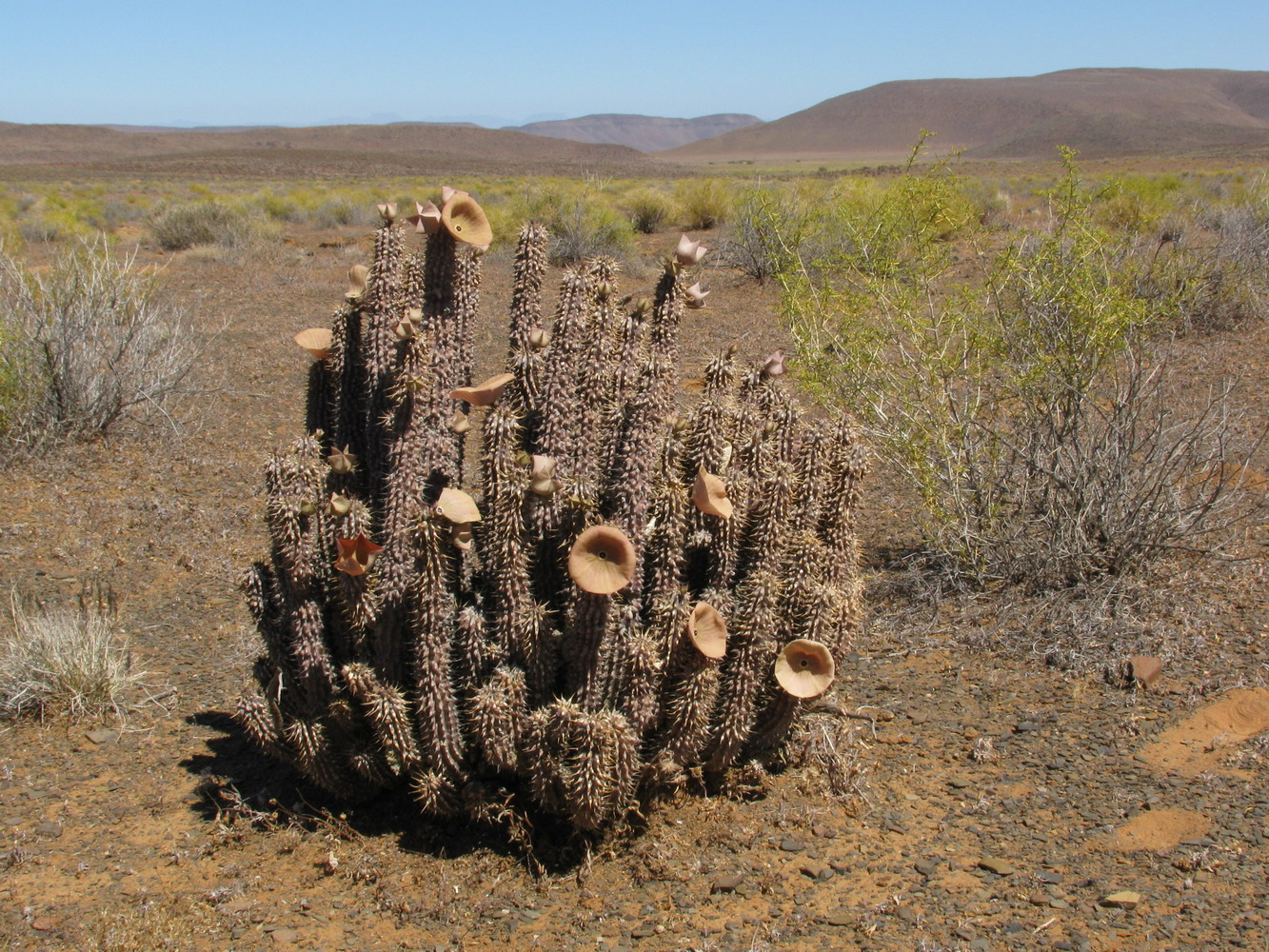
' в своей естественной среде обитания

Природный ареал рода Худии охватывает южноафриканские страны, такие как Ангола, Ботсвана, Намибия, Зимбабве и ЮАР.
В Намибии, особенно в северо-западных, западных и южных регионах, произрастает десять видов худии, при этом наиболее широко распространены Hoodia gordonii и Hoodia currorii. Особый интерес представляет Hoodia gordonii, который является объектом коммерческого использования. Растение встречается от окраин пустыни Калахари на востоке до южных и западных регионов Намибии, а также присутствует в Южной Африке и Ботсване. Этот вид распространен в ограниченных районах, находящихся в переходной зоне между внутренними районами и пустыней Намиб. Биом, в котором он процветает, соответствует сочной растительности Кару и находится на севере данного региона.

## Таксономия
Hoodia Sweet ex Decne., первое упоминание в A.P.de Candolle, Prodr. 8: 664 (1844), nom. cons. prop..

### Синонимы
Гетеротипные (основанные на разных номенклатурных типах):
- Monothylaceum G.Don (1837), not validly publ.
- Scytanthus Hook. (1844), non Skytanthus Meyen (1834).
- Trichocaulon N.E.Br. (1878)

### Виды
Подтвержденные виды по данным сайта Plants of the World Online на 2023 год:
- Hoodia alstonii (N.E.Br.) Plowes
- Hoodia currorii (Hook.) Decne.
- Hoodia dregei N.E.Br.
- Hoodia flava (N.E.Br.) Plowes
- Hoodia gordonii (Masson) Sweet ex Decne.
- Hoodia juttae Dinter
- Hoodia mossamedensis (L.C.Leach) Plowes
- Hoodia officinalis (N.E.Br.) Plowes
- Hoodia parviflora N.E.Br.
- Hoodia pedicellata (Schinz) Plowes
- Hoodia pilifera (L.f.) Plowes
- Hoodia ruschii Dinter
- Hoodia triebneri (Nel) Bruyns

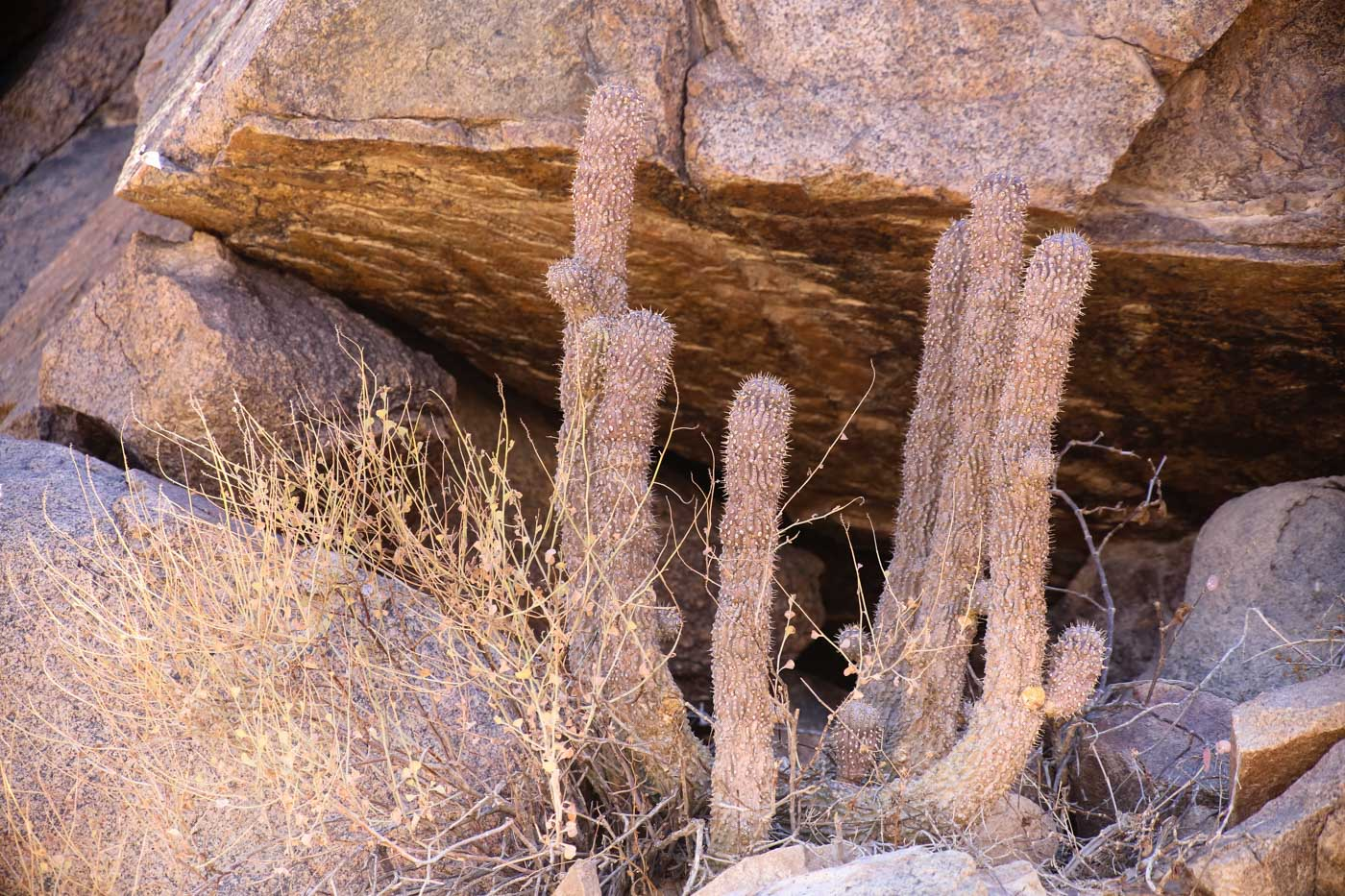
Hoodia alstonii
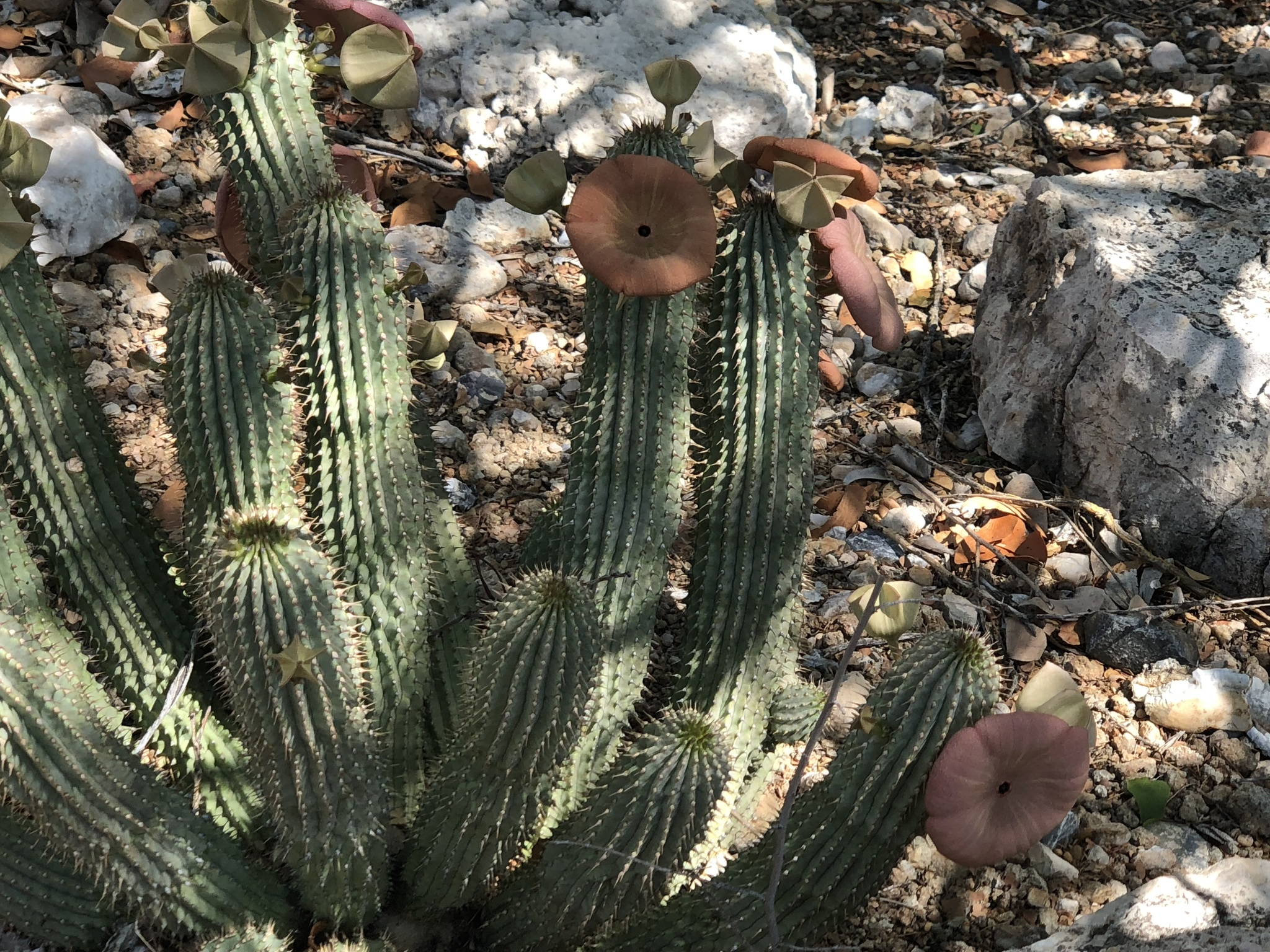
Hoodia currorii
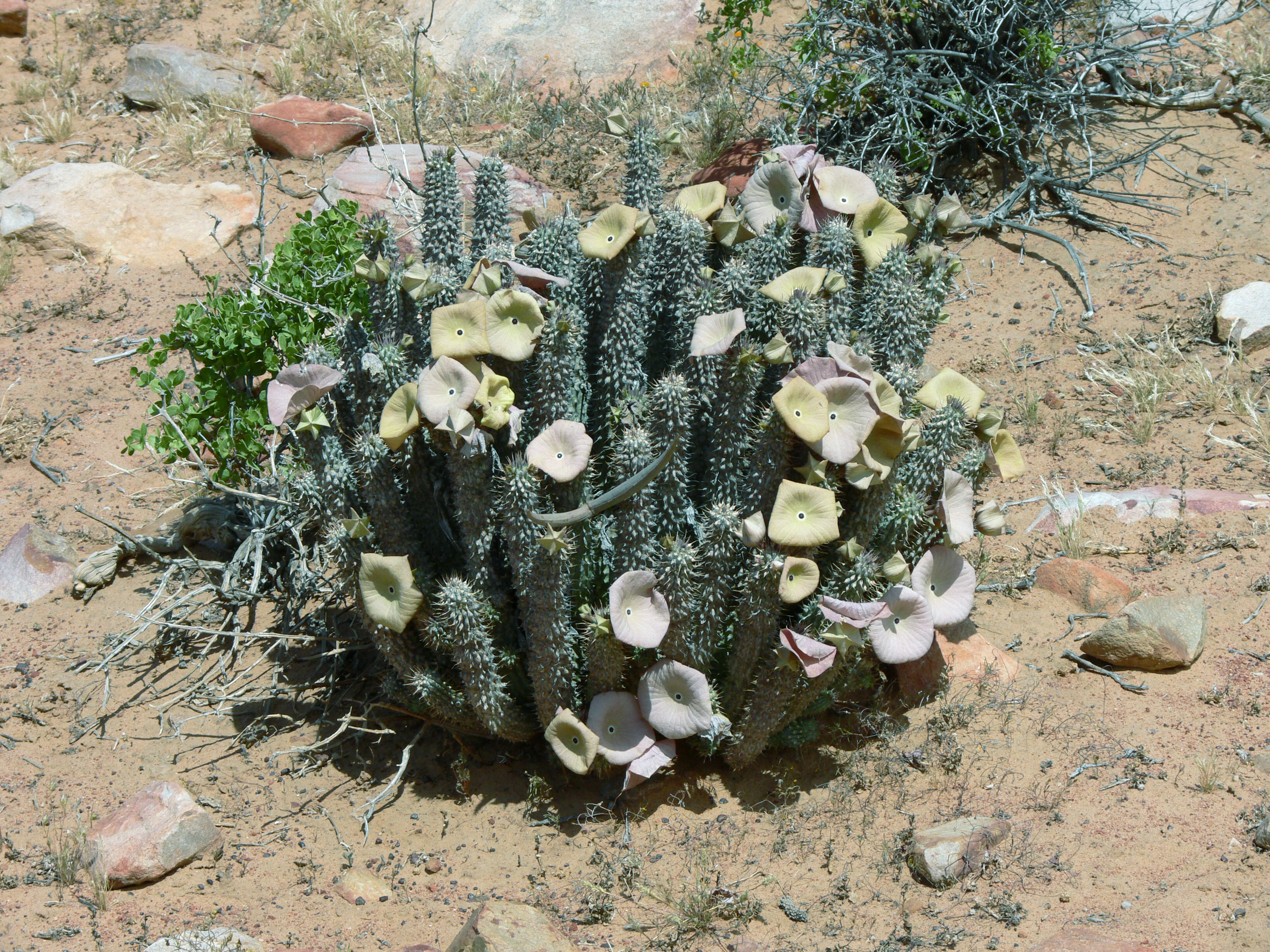
Hoodia gordonii
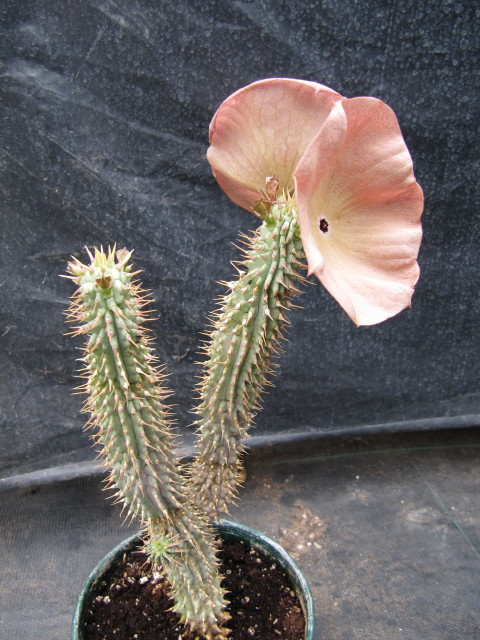
Hoodia juttae
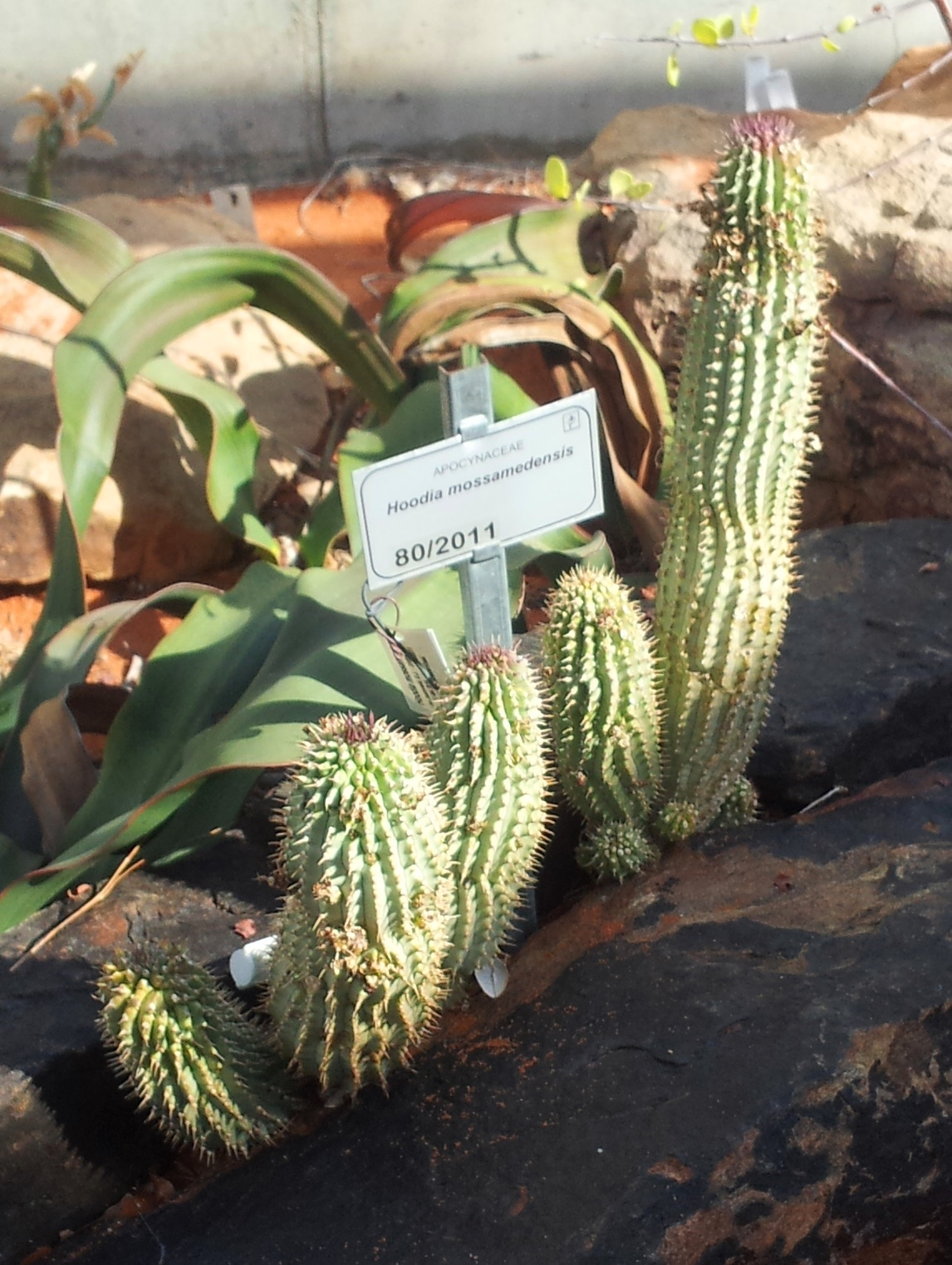
Hoodia mossamedensis
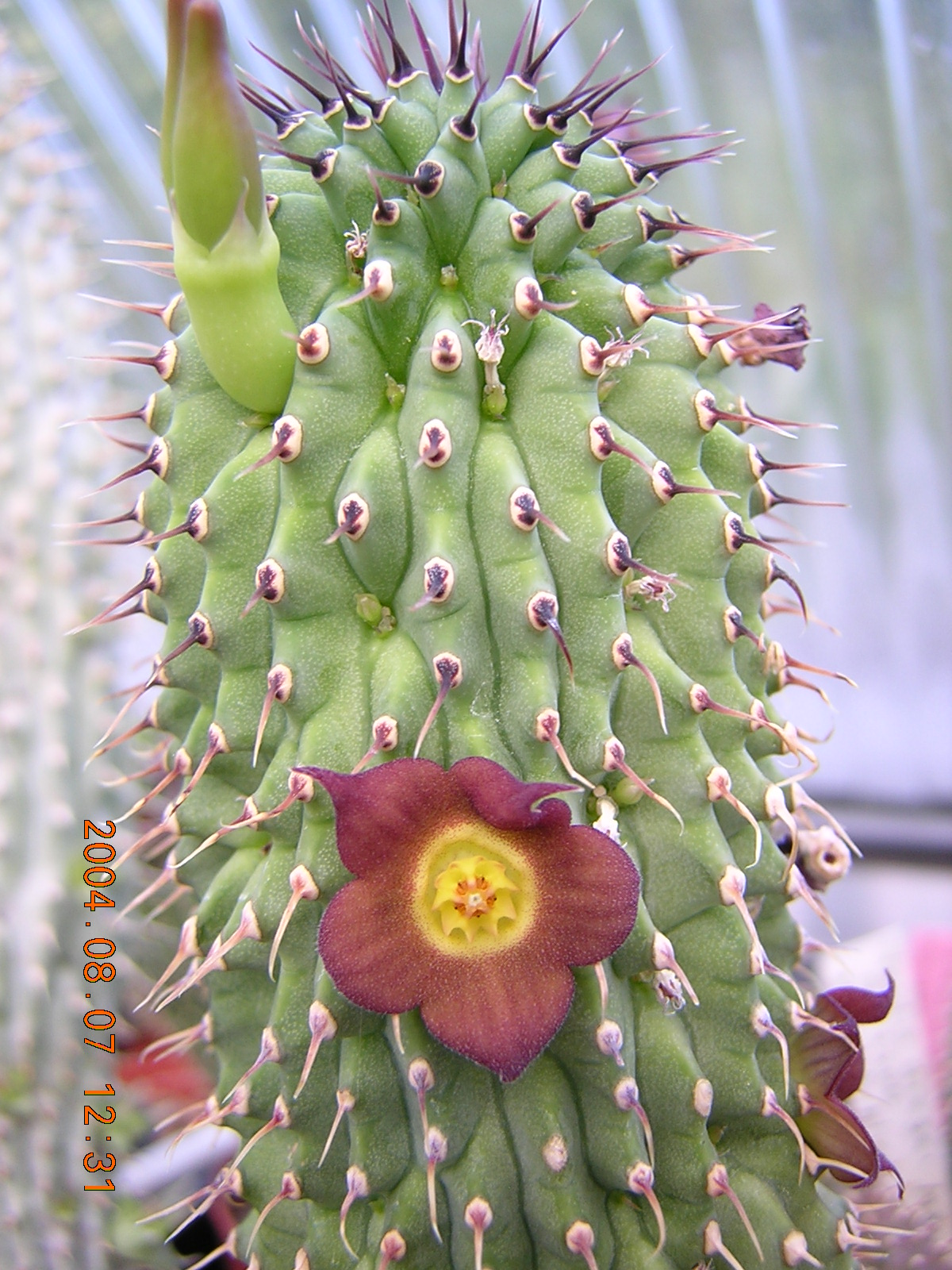
Hoodia officinalis
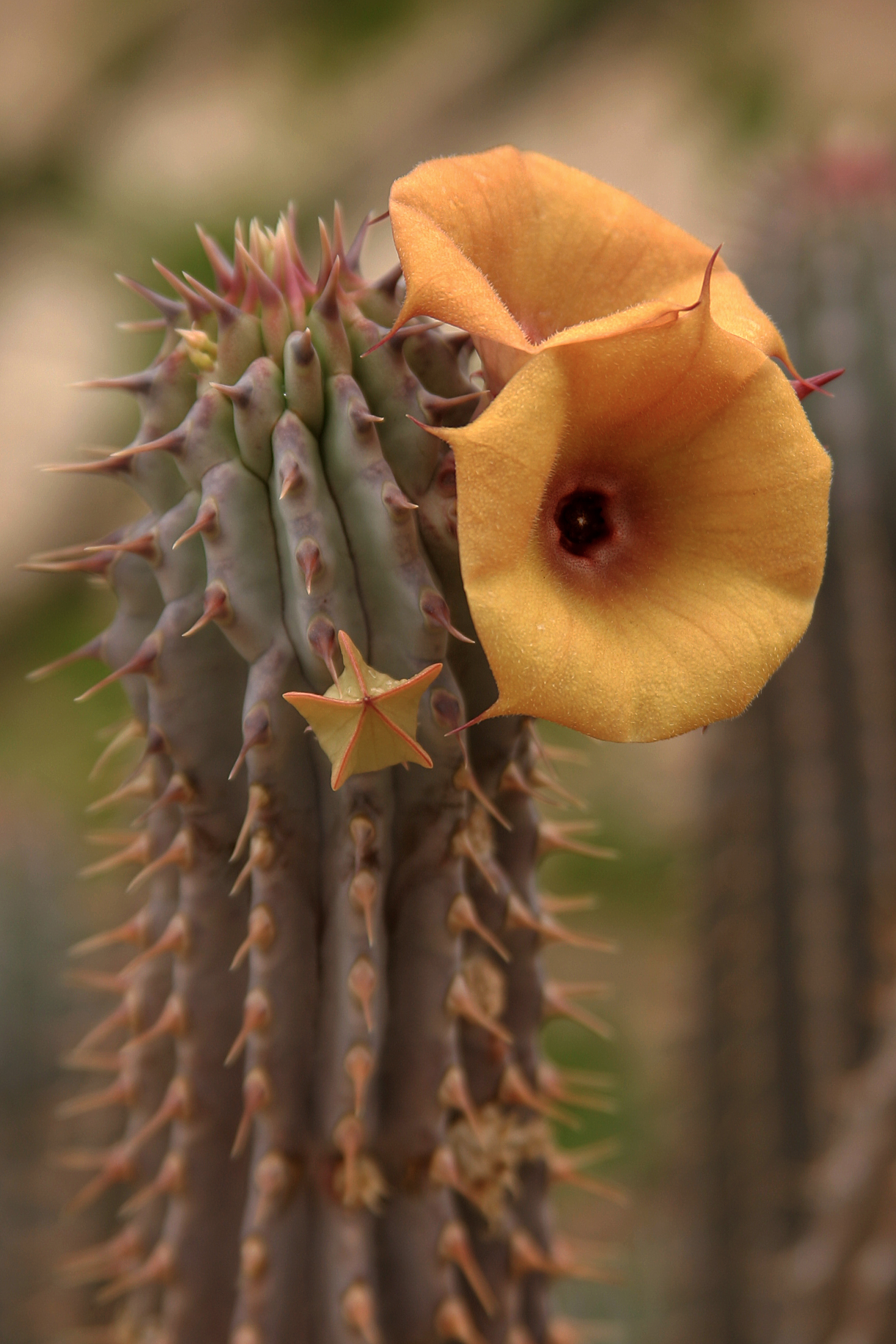
Hoodia parviflora
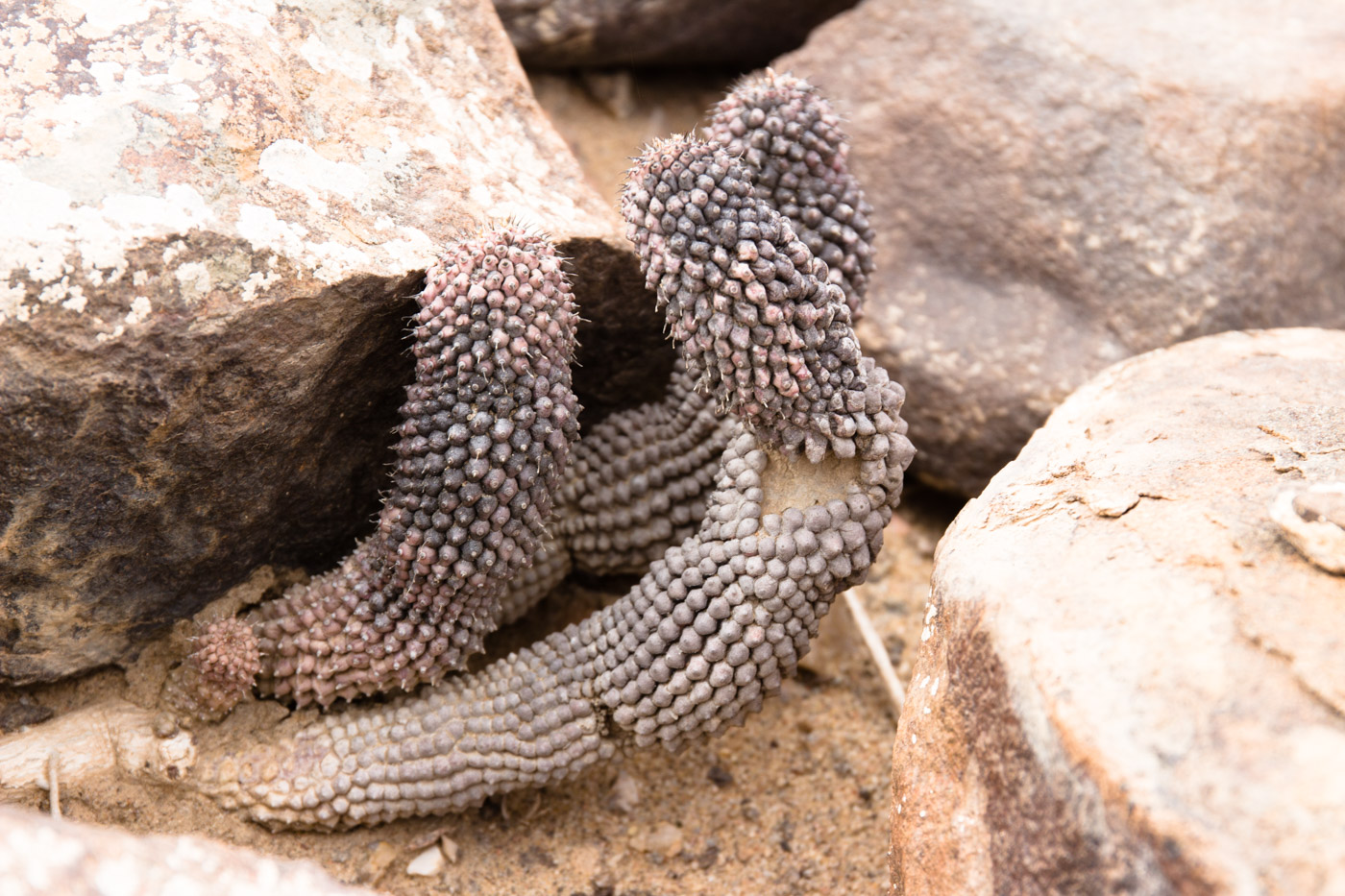
Hoodia pedicellata
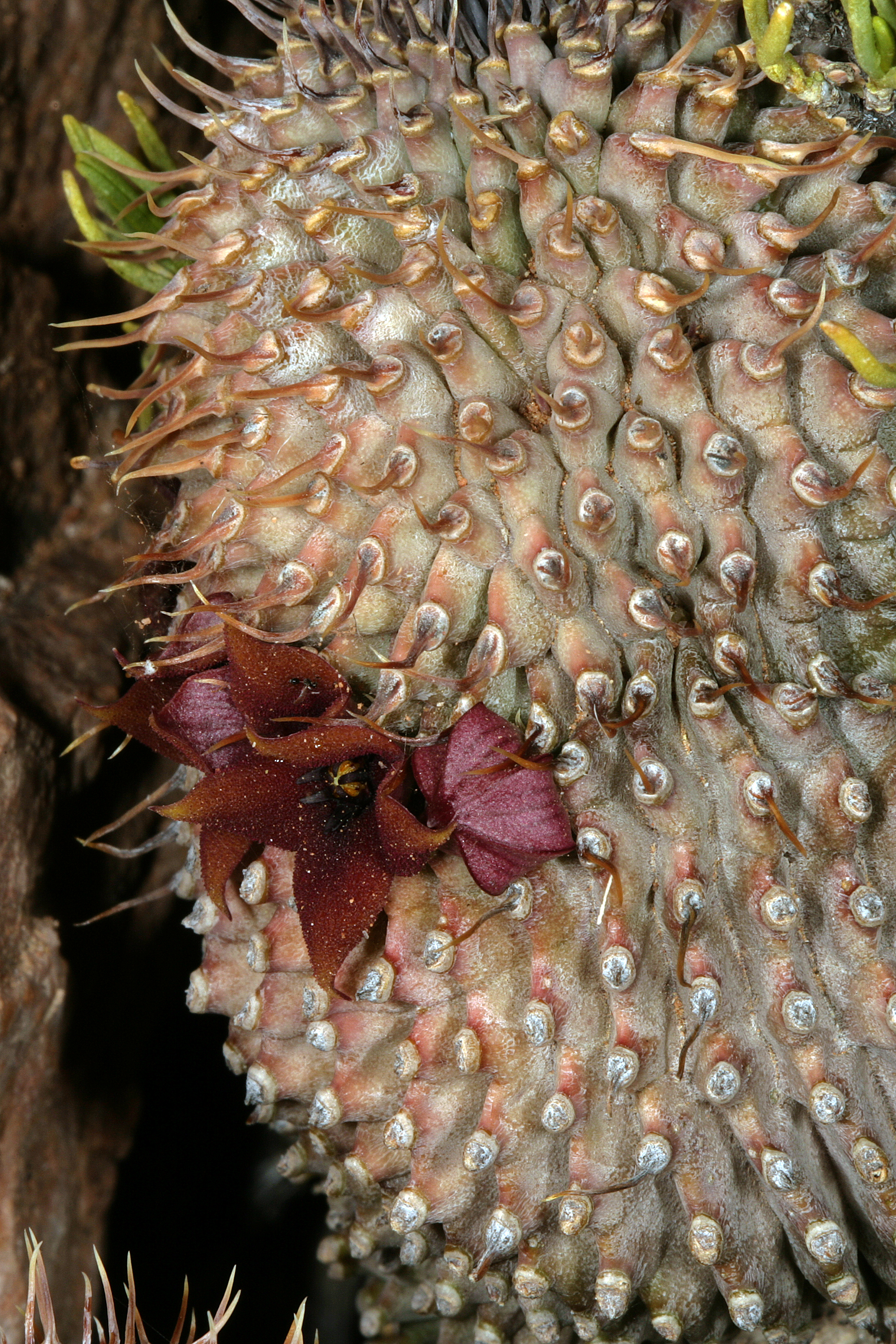
Hoodia pilifera
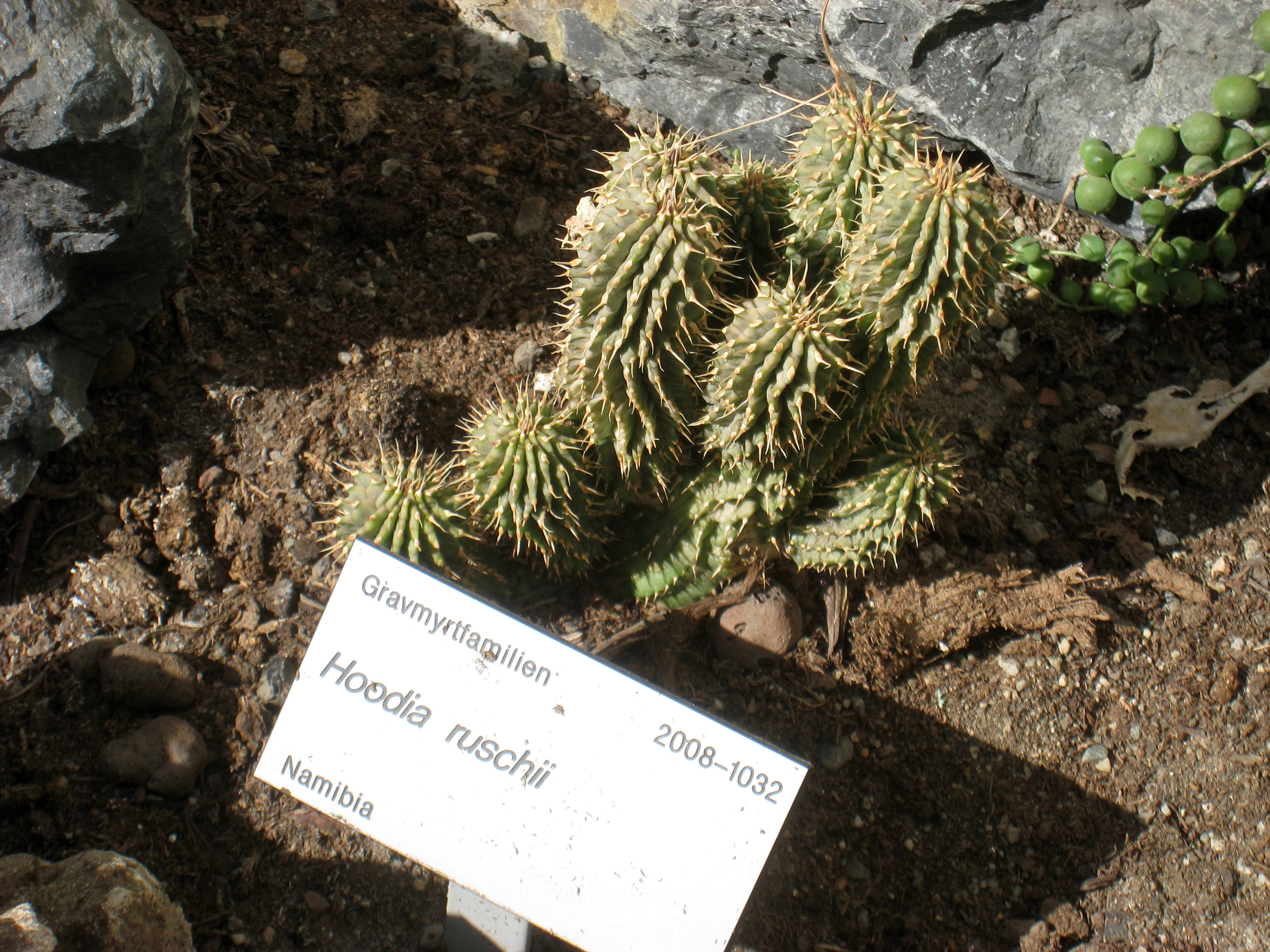
Hoodia ruschii

## Применение

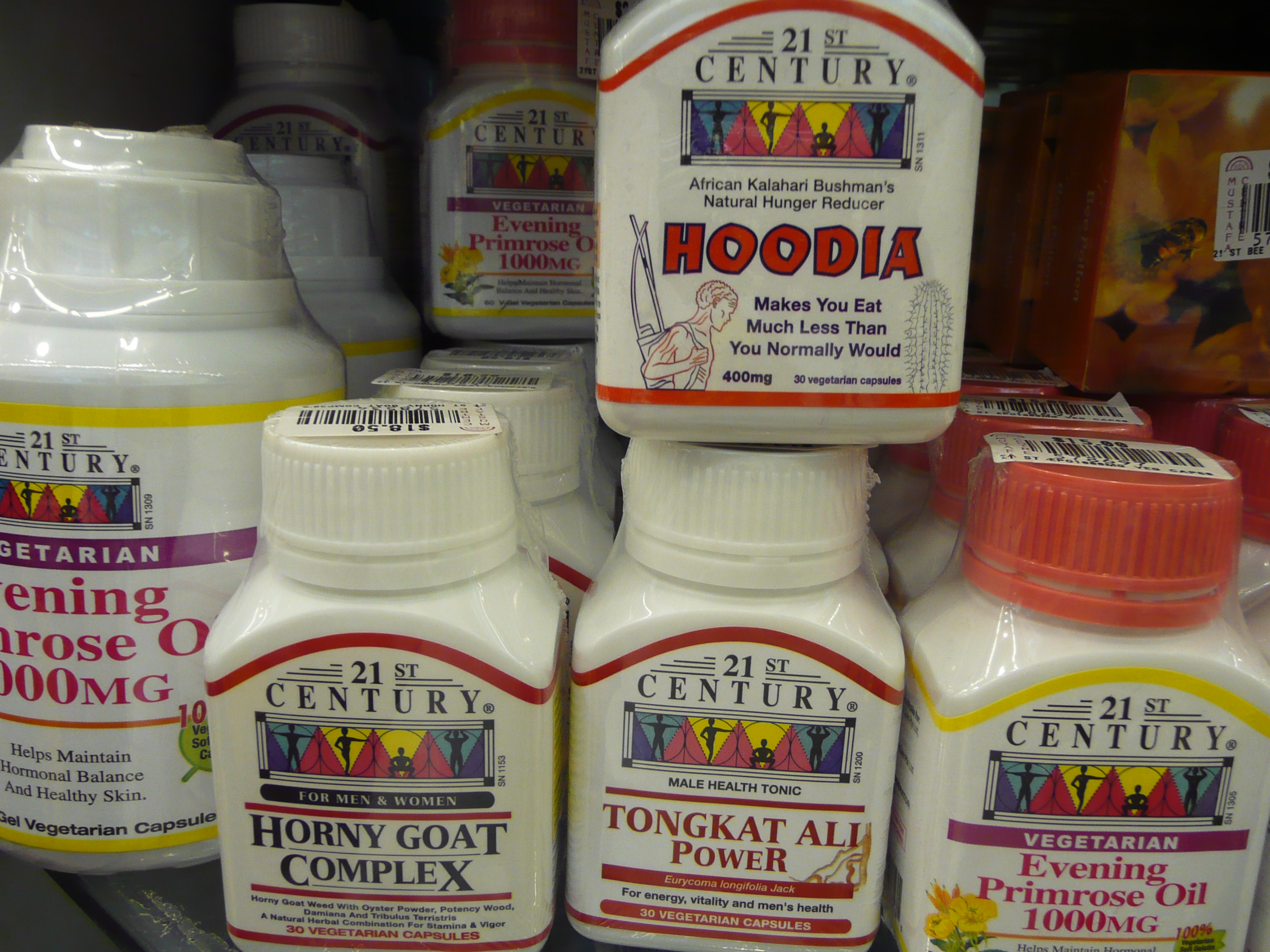
Препарат «Hoodia»

Худии долгое время использовались бушменами в качестве медицинских растений. Их мясистые части применялись для лечения высокого кровяного давления, инфекций и диабетоподобных заболеваний. Растения также считаются энергетическими и общеукрепляющими средствами.
Охотники бушмены в засушливых районах Намибии и Южной Африки использовали растения для утоления жажды и голода. Основываясь на этом традиционном знании, худии стали потенциальной пищевой добавкой, которая могла бы противостоять эпидемии ожирения на Западе и принести выгоду бушменским сообществам через совместное использование с разработчиками новых продуктов.
Южноафриканский совет по научным и промышленным исследованиям (CSIR) провел исследования и подал заявку на патент на фармацевтические композиции, извлеченные из Hoodia gordonii, которые обладают способностью подавлять аппетит. Они также подали национальные патентные заявки в других странах, включая США. Компания Unilever разработала диетический продукт в соответствии с эксклюзивным соглашением о разработке. Однако незаконный сбор урожая в дикой природе создал проблемы сохранения диких популяций худии в Намибии и Южной Африке, и в 2005 году они были включены в Приложение II CITES.
Инициатива CSIR/Unilever не оправдала ожиданий, что привело к снижению международного спроса на худии и краху травяных производств в регионе. Однако потенциал худии еще не полностью исследован, и возможности их использования в других областях, основанные на традиционных знаниях, требуют дальнейших исследований и инвестиций для открытия новых коммерческих возможностей на новых рынках.